# Guelo Star
Gerald Eríc Rodriquéz (* 6. August 1987 in Ponce, Puerto Rico) (alias Guelo Star, G-Star, El Léon oder La Pelicula Viviente) ist ein puerto-ricanischer Vertreter des Reggaeton und des Hip-Hop.

## Anfänge (bis 2006)
Guelo Star wuchs in Ponce auf, seinen Vater kannte er nicht und seine Mutter sorgte sich nicht viel um ihn. Gerald suchte Vaterersatz bei den großen Dealern und Gangstern, ging nicht mehr zur Schule und redete sich ein, dass er einmal ein Star werde. Guelo Star fing an zu erzählen, er sei der beste Rapper im ganzen Viertel, bis ihn jemand herausforderte und seine Lügen aufflogen. Danach versuchte Gerald als Rapper Geld zu verdienen. Durch seinen Freund Maximan lernte er 2006 das Duo Jowell y Randy kennen, die für ein Projekt eine mehrköpfige Gruppe suchten: Daraus bildete sich die Reggaeton-Gruppe Casa De Leones.

## Casa De Leones (2007)
Im Jahr 2007 erschien das Album Casa De Leones von der gleichnamigen Musikgruppe. Von vier veröffentlichten Singles war Guelo Star nur auf einer zu hören, No Te Veo. Allerdings wurde er durch die Konzerte der Gruppe einem etwas größeren Publikum bekannt.

## Somos De Calle Remix (2008)
Im Jahr 2008 wurde Guelo Star von Daddy Yankee eingeladen auf seinem Somos De Calle Remix zu rappen, zusammen mit vielen anderen jungen Talenten. Guelo Star sagte zu und bekam prompt mehrere Anfragen von verschiedenen Plattenlabeln.

## Live Music (2009-)
Im Frühjahr 2009 unterschrieb Guelo Star seinen ersten Plattenvertrag bei Live Music, einem Sublabel von WY Records, dem Label von Wisin y Yandel. Bei Live Music erschienen bisher seine drei ersten Alben. Außerdem war er am Labelsampler von WY Records beteiligt.

## Diskographie

### Alben
- La Pelicula Viviente (2009)
- Obligao (2010)
- El Corazón (2011)

### Single's
- No Te Veo w/Casa De Léones (2007)
- Que Tu Dices (2008)
- La Pelicula Real (2008)
- Mi Imaginacion (2009)
- Una Dama Más Complido (2009)
- El Léon (2009)
- Yo Soy Un G-Star (2010)
- Es La Impresion F/ Nova Y Jory (2010)
- Asi Es Mi Vida F/ De La Ghetto, Syko, Cosculluela & Yomo (2010)
- No Se Sientes Bien F/ King Hamburg (2011)
- Mucho Brillo (2011)

### Musikvideos
- No Te Veo w/ Casa De Léones (2007) (Offizielles Musikvideo)
- Que Tu Dices (2008) (Streetvideo)
- Mi Imaginacion (2009) (Offizielles Musikvideo)
- Es La Impresion F/ Nova Y Jory (2010) (Offizielles Musikvideo)
- Asi Es Mi Vida F/ De La Ghetto, Syko, Cosculluela & Yomo (2010) (Offizielles Musikvideo) (Memento vom 7. Juni 2011 im Internet Archive)
- Mucho Brillo (2011) (Preview)

## Sonstiges
- Der Name Guelo Star bedeutet einfach miGUELo Star. Miguel → miGUEL → Guelo und das Star kommt hinzu, da Guelo schon immer ein Star werden wollte.
- Guelo Star wurde von Jowell y Randy entdeckt, obwohl die meisten Daddy Yankee für den Entdecker halten.

| Personendaten    | Personendaten |
| ---------------- | --- |
| NAME             | Guelo Star |
| ALTERNATIVNAMEN  | Rodriquéz, Gerald Eríc (wirklicher Name); G-Star (Pseudonym); Léon, El (Pseudonym); Pelicula Viviente, La (Pseudonym) |
| KURZBESCHREIBUNG | puerto-ricanischer Vertreter des Reggaeton und des Hip-Hop                                                            |
| GEBURTSDATUM     | 6. August 1987 |
| GEBURTSORT       | Ponce, Puerto Rico |